# Aoplus biannulatorius
Aoplus biannulatorius är en stekelart som först beskrevs av Carl Peter Thunberg 1822.  Aoplus biannulatorius ingår i släktet Aoplus och familjen brokparasitsteklar. Arten är reproducerande i Sverige. Inga underarter finns listade i Catalogue of Life.